# Abraham Baldwin
Abraham Baldwin (ur. 22 listopada 1754 w North Guilford w Connecticut, zm. 4 marca 1807 w Waszyngtonie) – amerykański prawnik, polityk i kapelan, patriota, ojciec założyciel Stanów Zjednoczonych. Był sygnatariuszem Konstytucji Stanów Zjednoczonych, zasiadał również w Izbie Reprezentantów Stanów Zjednoczonych oraz w Senacie Stanów Zjednoczonych (jako przedstawiciel stanu Georgia).

## Życiorys
Był drugim najstarszym synem. Jego siostra Ruth poślubiła poetę i dyplomatę Joela Barlowa, a jego brat przyrodni Henry Baldwin został sędzią Sądu Najwyższego Stanów Zjednoczonych. Ambitny ojciec Abrahama, który z zawodu był kowalem i miał dwanaścioro dzieci z dwoma żonami, popadł w spore długi, zapewniając swoim dzieciom wykształcenie.
Po ukończeniu szkoły w lokalnej wsi Abraham rozpoczął studia na Uniwersytecie Yale (w pobliskim New Haven), które ukończył w 1772. Następnie studiował teologię i w 1775 został pastorem i nauczycielem na uczelni. Zajmował się tym do 1779, gdy został kapelanem w Armii Kontynentalnej. Dwa lata później jego Alma Mater zaproponowała mu profesurę, jednak odmówił, woląc pozostać w wojsku. Po wojnie zmienił zainteresowania i, zamiast kontynuować posługę jako pastor, rozpoczął studia prawnicze. Ukończył je w 1783 i został przyjęty do palestry w stanie Connecticut.
W kolejnym roku przeprowadził się do Augusty w stanie Georgia, gdzie również udało mu się zdobyć pozwolenie na prowadzenie praktyki adwokackiej i gdzie otrzymał ziemię w hrabstwie Wilkes. W 1785 zdobył miejsce w stanowej legislaturze i w Kongresie Kontynentalnym. Dwa lata później zmarł jego ojciec i Abraham zobowiązał się spłacić jego długi i z własnej kieszeni sfinansować edukację swojego rodzeństwa.
Także w 1787 Baldwin uczestniczył w konwencji w Filadelfii, na której uzgodniono treść Konstytucji Stanów Zjednoczonych. Był również jednym z jej sygnatariuszy.
Po konwencji Baldwin powrócił do Kongresu Kontynentalnego, gdzie zasiadał w latach 1787 i 1788. Następnie został wybrany do Kongresu Stanów Zjednoczonych, gdzie zasiadał 18 lat (do śmierci). W latach 1789–1799 przez pierwszych pięć kadencji kongresu zasiadał w Izbie Reprezentantów, a w latach 1799–1807 w Senacie. Podczas siódmej kadencji kongresu pełnił funkcję przewodniczącego pro tempore Senatu Stanów Zjednoczonych.
W parlamencie był ostrym przeciwnikiem polityki prowadzonej przez Alexandra Hamiltona, a gorącem zwolennikiem Thomasa Jeffersona i Jamesa Madisona. Związał się z tego powodu z Partią Demokratyczno-Republikańską.
Baldwin zaangażował się również osobiście w rozwój systemu edukacyjnego w Georgii. Wraz z sześcioma innymi osobami został w 1784 postawiony przed zadaniem sformowania uczelni stanowej. Ostatecznie zadanie to zostało wykonane w 1802, gdy wybudowano Franklin College (samą nazwę nadano w 1806, na cześć Benjamina Franklina). Wzorowana na Uniwersytecie Yale, uczelnia ta przekształciła się w istniejący obecnie Uniwersytet Georgii.
Baldwin, który nigdy się nie ożenił, umarł po krótkiej chorobie w wieku 53 lat. Jego ciało pochowane jest w Waszyngtonie na cmentarzu Rock Creek. Od jego nazwiska pochodzą nazwy hrabstwa Baldwin w Alabamie i hrabstwa Baldwin w Georgii.